# Fatoumata Diawara
Fatoumata Diawara (Ouragahio, 21 febbraio 1982) è una cantautrice e attrice maliana.

## Biografia
Nasce nel 1982 ad Ouragahio, in Costa d'Avorio, da genitori maliani; fino ai 12 anni resta in Costa d'Avorio, per poi trasferirsi in Mali. Nel 1997 viene notata dal cineasta Cheick Oumar Sissoko, che la vuole nel film La Genèse (Premio Un certain regard Festival di Cannes del 1999) per interpretare il ruolo di attrice protagonista. Dopo aver recitato in altri lungometraggi, nel 2002, viene scritturata dalla Compagnia Royal de Luxe.
Nel novembre 2006 interpreta il ruolo di protagonista ne l'Opéra du Sahel, a Bamako. In questo periodo, è notata da Cheick Tidiane Seck che le propone di registrare il suo primo album, Sabaly. Ha l'opportunità di cantare con Herbie Hancock (The Imagine project, Grammy Award 2011). Interpreta il pezzo Il va pleuvoir sur Conakry del compositore guineano Cheick Fantamadi Camara e incide altri album (Afrocubism, Cheick Lo).
Autrice e compositrice, prende ispirazione dal canto tradizionale wassoulou, ma ha anche influenze moderne come il jazz e il blues.

## Filmografia

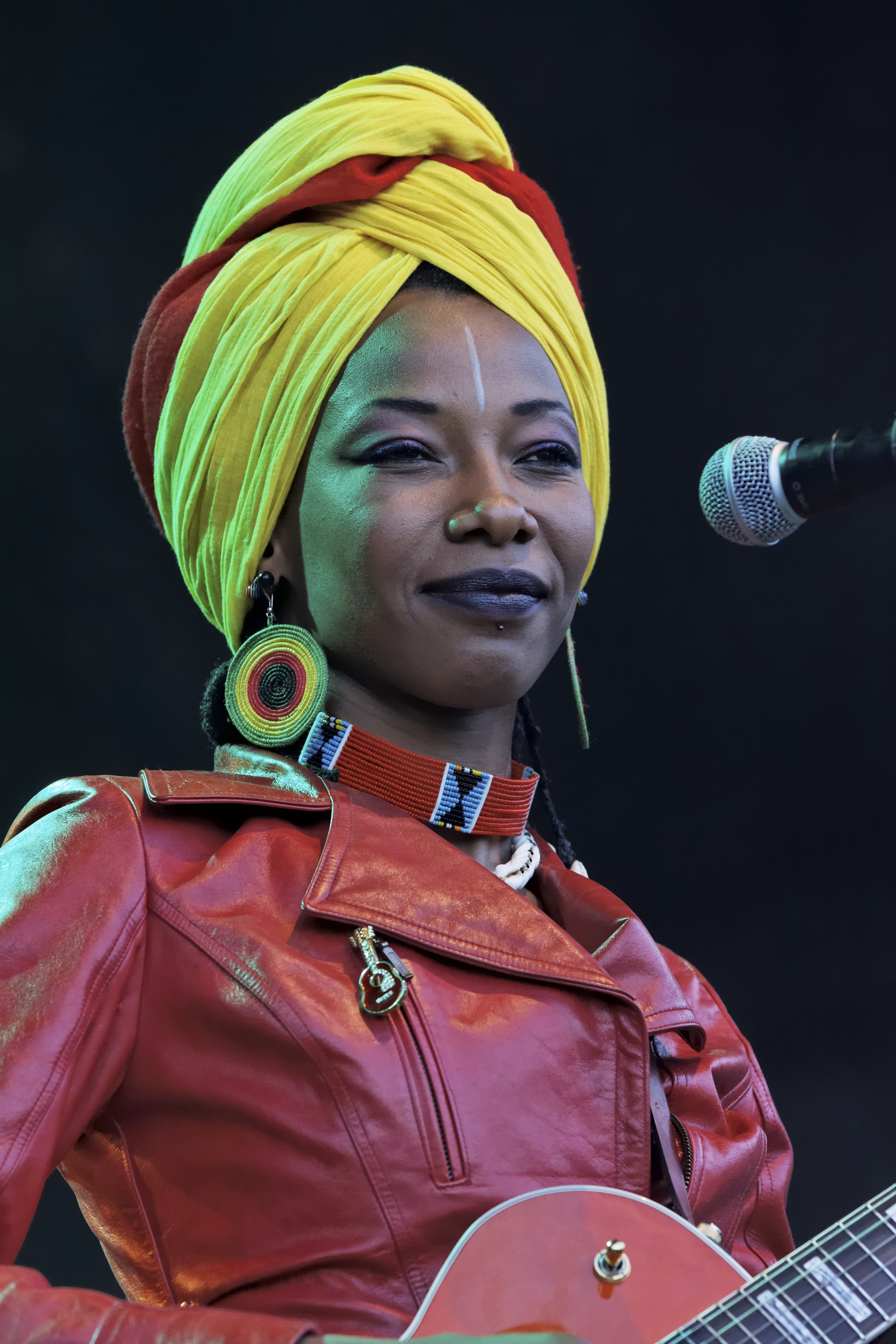
Fatoumata Diawara in concerto al Festival du Bout du Monde nell'agosto del 2012

- Taafe Fanga, regia di Adama Drabo (1996)
- La Genèse, regia di Cheikh Oumar Sissoko (1999)
- Sia, le rêve du python, regia di Dani Kouyaté (2002)
- Il va pleuvoir sur Conakry, regia di Cheick Fantamady Camara (2007)
- Encourage, regia di Eleonora Campanella (2010)
- Ni brune ni blonde, regia di Abderrahmane Sissako (2010)
- Les Contes de la nuit, regia di Michel Ocelot (2011)
- Timbuktu, regia di Abderrahmane Sissako (2014)
- Morbayassa, regia di Cheick Fantamady Camara (2015)
- Il viaggio di Yao, regia di Philippe Godeau (2018)

## Teatro
- 1998: Antigone di Sofocle; adattamento di Jean-Louis Sagot Duvauroux, regia di Sotiguy Kouyaté
- 2002-2008: Royal de Luxe
- 2007-2008: Kirikou et Karaba: Karaba

## Discografia

### Album
- 2011: Fatou (World Circuit/Nonesuch)
- 2015: At Home - Live in Marciac, Fatoumata Diawara & Roberto Fonseca (Jazz Village)
- 2018: Fenfo (Something To Say) (Wagram Music/Shanachie Records)
- 2023: LONDON KO

### Singoli e EP
- 2011: Kanou EP (World Circuit/Nonesuch)

### Collaborazioni
- 2009: Nell'album Léman di Blick Bassy
- 2010: Co-autrice e compare nel brano Debademba di Debademba
- 2010: Nell'album The Imagine Project di Herbie Hancock
- 2010: Nell'album Jamm di Cheikh Lô
- 2010: Nella canzone "N'fletoun" dall'albumDjekpa La You di Dobet Gnahoré
- 2011: Nella canzone "C'est lui ou c'est moi" dall'album Cotonou Club di Orchestre Poly-Rythmo de Cotonou
- 2012: Nell'album  Rocket Juice & the Moon (Honest Jon's - Album)
- 2012: Nella canzone "Bibissa" dall'albumYo di Roberto Fonseca
- 2012: Nella canzone "Nothin' Can Save Ya" dall'album The Bravest Man In The Universe di Bobby Womack
- 2013: Nella canzone "Surma" dall'album Sketches of Ethiopia di Mulatu Astatke
- 2014: Co-autrice e compare nella canzone "Timbuktu Fasso" dal film Timbuktu, colonna sonora di Amine Bouhafa
- 2014: Nella canzone "It's all coming together" di Walter Hus dalla colonna sonora del film N - The Madness of Reason di Peter Krüger
- 2018: Nella canzone "Ultimatum" dei Disclosure
- 2019: Nella canzone "Cameroon" di Bonaparte
- 2020: Nella canzone "Désolé" dei Gorillaz
- 2020: Nella canzone Douha (Mali Mali) dei Disclosure
- 2021 – Black Woman (con Lauryn Hill

### Con Les Balayeurs du désert
Con l'associazione Royal de Luxe.
- 2005: Jules Verne Impact di Les Balayeurs du désert (apast – Album) (Y Danse, Hamleti...)
- 2007: La Pequeña di Les Balayeurs du désert (Atelier de l'événement – Album) (con una versione di Salimata)

## Riconoscimenti
- 2013: Art for peace – Science for peace Award Università Bocconi di Milano)
- 2024: Officier de l’ordre des arts et des lettres français